# Corpo (matemática)
Em matemática, um corpo é um anel comutativo com unidade em que todo elemento diferente de 0 possui um elemento inverso com relação à multiplicação.

## Definição formal
Mais formalmente, um anel comutativo {\displaystyle F} com unidade é chamado de corpo se:
{\displaystyle (\forall x\in F\setminus \{0\})(\exists y\in F):x.y=1.}
Resulta da comutatividade de {\displaystyle F} que o {\displaystyle y} da definição anterior também satisfaz a condição {\displaystyle y.x=1.} Por outro lado, só pode haver um único {\displaystyle y} naquelas condições. De facto, se {\displaystyle y} e {\displaystyle y'} forem tais que {\displaystyle x.y=x.y'=1,} então
{\displaystyle y=y.1=y.(x.y')=(y.x).y'=1.y'=y'.}
Este elemento {\displaystyle y} designa-se por inverso de {\displaystyle x} e representa-se por {\displaystyle x^{-1}.}
Um corpo {\displaystyle F} não tem divisores de zero. Efectivamente, se {\displaystyle x} e {\displaystyle y} forem dois elementos de {\displaystyle F} diferentes de {\displaystyle 0} então {\displaystyle x.y} ≠ {\displaystyle 0,} pois
{\displaystyle x^{-1}.(x.y)=(x^{-1}.x).y=1.y=y} ≠ 0.
Mas se se tivesse {\displaystyle x.y=0,} então ter-se-ia {\displaystyle x^{-1}.(x.y)=0.}

## Exemplos e contra-exemplos de Corpos

### Exemplos
- Os números complexos {\displaystyle \mathbb {C} }[1] e seus subcorpos, entre os quais:
  - o corpo dos números racionais {\displaystyle \mathbb {Q} ;}[1]
  - o corpo dos números algébricos;
  - o corpo dos números reais {\displaystyle \mathbb {R} .}[1]
- {\displaystyle \mathbb {Z} _{2},} o menor corpo, formado pelos números {\displaystyle 1} e {\displaystyle 0,} em que {\displaystyle 1+1=0.} Este conjunto com as operações de adição e multiplicação satisfaz todos os axiomas de anel, é comutativo e tem unidade. Além disso, como em qualquer anel com unidade, {\displaystyle 1} é o elemento inverso de {\displaystyle 1.}
- {\displaystyle \mathbb {Z} _{p},} onde p é um número primo. Como conjunto,

{\displaystyle \mathbb {Z} _{p}=\{0,1,2,\ldots ,p-1\}}
A adição e a multiplicação são assim definidas: se se quer adicionar (respectivamente multiplicar) em {\displaystyle \mathbb {Z} _{p},} então {\displaystyle a+b} (respectivamente {\displaystyle a.b}) é o resto da divisão por {\displaystyle p} da adição (respectivamente multiplicação) dos números inteiros {\displaystyle a} e {\displaystyle b.}
- os números hiperreais, uma extensão de {\displaystyle \mathbb {R} } que inclui infinitesimais.
- os números surreais[2]

< H : {\displaystyle {a+b{\sqrt {2}}},+,\cdot } >

### Contra-exemplos
- {\displaystyle \mathbb {Z} _{n},} quando {\displaystyle n} não é um número primo, não é um corpo, pois tem divisores de zero.
- Os quaterniões não formam um corpo, porque a multiplicação não é comutativa.

## Característica
Dado um corpo {\displaystyle F,} considere-se a sucessão {\displaystyle 1,} {\displaystyle 1+1,} {\displaystyle 1+1+1,} … Há duas possibilidades.
- Todos os termos da sucessão são diferentes de {\displaystyle 0.} Diz-se então que o corpo {\displaystyle F} tem característica {\displaystyle 0.}
- Alguns termos da sucessão são iguais a {\displaystyle 0.} Diz-se então que o corpo {\displaystyle F} tem característica {\displaystyle p,} onde {\displaystyle p} é o menor número natural tal que {\displaystyle 1+1+} ··· {\displaystyle +1} ({\displaystyle p} vezes) = 0.

O corpo dos números complexos e os seus subcorpos têm característica {\displaystyle 0;} para cada número primo {\displaystyle p,} o corpo Zp tem característica {\displaystyle p.}
Se um corpo tem característica {\displaystyle p>0,} então {\displaystyle p} é um número primo. De facto, a função
{\displaystyle {\begin{array}{rccc}f\colon &\mathbb {N} &\longrightarrow &F\\&n&\mapsto &{\stackrel {n{\text{vezes}}}{\overbrace {1+1+\cdots +1} }}\end{array}}}
é tal que se {\displaystyle m} e {\displaystyle n} são números naturais, então {\displaystyle f(m.n)=f(m).f(n).} Por outro lado, se {\displaystyle F} tiver característica {\displaystyle p,} então {\displaystyle f(p)=0.} Se {\displaystyle p} não fosse primo, tinha-se {\displaystyle p=m.n,} com {\displaystyle m} e {\displaystyle n} números naturais menores do que {\displaystyle p,} pelo que {\displaystyle 0=f(p)=f(m.n)=f(m).f(n).} Mas então {\displaystyle f(m)=0} ou {\displaystyle f(n)=0.} Isto é impossível pois, por definição, {\displaystyle p} é o menor número natural tal que {\displaystyle f(p)=0.}
Se um corpo F tem característica p (em que p é zero ou um número primo), então existe um subcorpo {\displaystyle K\subseteq F} e um isomorfismo de corpos {\displaystyle \phi :\mathbb {Q} \to K} (p = 0) ou {\displaystyle \phi :\mathbb {Z} _{p}\to K} (p primo). Além disso, o subcorpo K e o isomorfismo φ são únicos.

## Corpos de fracções
Seja {\displaystyle S} um anel comutativo com unidade e sem divisores de zero. Então é possível mergulhar {\displaystyle S} num corpo {\displaystyle F.} Basta definir em {\displaystyle S} × {\displaystyle (S} \ {\displaystyle \{0\})} a seguinte relação de equivalência ∼:
{\displaystyle (a,r)} ∼ {\displaystyle (b,s)} se e só se {\displaystyle a.s=b.r.}
Se {\displaystyle (a,r)} for um elemento de {\displaystyle S} × {\displaystyle (S} \ {\displaystyle \{0\}),} seja {\displaystyle [(a,r)]} a sua classe de equivalência. Seja {\displaystyle F} o conjunto das classes de equivalência. Podem-se então definir os seguintes elementos de {\displaystyle F} e as seguintes operações:
- {\displaystyle 0=[(0,1)];}
- {\displaystyle 1=[(1,1)];}
- {\displaystyle [(a,r)]+[(b,s)]=[(a.s+b.r,r.s)];}
- {\displaystyle [(a,r)].[(b,s)]=[(a.b,r.s)].}

Então {\displaystyle F} é um corpo e a função
{\displaystyle {\begin{array}{ccc}S&\longrightarrow &F\\a&\mapsto &[(a,1)]\end{array}}}
é uma função injectiva de {\displaystyle S} em {\displaystyle F.} O corpo {\displaystyle F} designa-se por corpo de fracções do anel {\displaystyle S.}
Exemplos:
- O corpo dos números racionais é o corpo de frações do anel dos números inteiros.
- Seja {\displaystyle A} um aberto conexo não vazio de C. As funções holomorfas de {\displaystyle A} em C formam um anel comutativo com unidade e sem divisores de zero. O seu corpo de fracções é o corpo das funções meromorfas de {\displaystyle A} em C.